# Neocheiropteris ningpoensis
Neocheiropteris ningpoensis là một loài thực vật có mạch trong họ Polypodiaceae. Loài này được (Baker) Bosman miêu tả khoa học đầu tiên năm 1991.